# Pierre Charpentier
Pierre Charpentier, francoski hokejist, * 1887, Francija, † ?.
Charlet je bil hokejist kluba SH Paris v francoski ligi, za francosko reprezentanco pa je nastopil na dveh olimpijskih igrah in dveh evropskih prvenstvih, na katerih je osvojil po eno zlato in srebrno medaljo.